# Voločaevka-2
Voločaevka-2 (in lingua russa Волочаевка-2) è un centro abitato dell'Oblast' autonoma ebraica, situato nello Smidovičskij rajon.